# Campo Belo (tiểu vùng)
Campo Belo là một tiểu vùng thuộc bang Minas Gerais, Brasil. Tiều vùng này có diện tích 2707 km², dân số năm 2007 là 105472 người.